# 빈트후크 에로스 공항
빈트후크 에로스 공항(영어: Windhoek Eros Airport) 또는 에로스 공항(영어: Eros Airport)은 나미비아의 수도인 빈트후크에 위치해 있는 공항으로 2004년 기준으로 141,605명의 승객을 처리를 했으며 연간 50,000편 정도 취항한다. 현재 국내선 노선만 취항하고 있으며 국제선의 경우 빈트후크 호세아 쿠타코 국제공항에 취항하고 있다.

## 운항 노선

### 국내선
| 항공사        | 목적지                             |
| ------------- | ---------------------------------- |
| 에어 나미비아 | 카티마물리오, 오단가와, 월비스베이 |